# Tilda Swinton
Katherine Mathilda "Tilda" Swinton (Londres, 5 de novembro de 1960) é uma atriz britânica vencedora do Oscar de Melhor Atriz Coadjuvante por sua performance em Michael Clayton. É internacionalmente conhecida por suas atuações como a Feiticeira Branca na série de filmes As Crônicas de Narnia e como a Anciã no filme Doutor Estranho (2016).
Em 2001, Swinton foi nomeada ao Globo de Ouro por sua atuação em The Deep End. Teve aparições em Vanilla Sky (2001), A Praia e Adaptation. (2002). Em seguida, ela estrelou o drama policial Julia (2008), O Curioso Caso de Benjamin Button, Eu Sou o Amor (2009), a comédia Queime Depois de Ler e o thriller psicológico We Need to Talk about Kevin (2011). Swinton também estrelou o drama romântico Only Lovers Left Alive (2014), O Grande Hotel Budapeste, os sci-fi Snowpiercer e Okja, além de fazer uma breve participação em Vingadores: Ultimato no Universo Cinematográfico Marvel. Ela também é conhecida por suas performances como a Feiticeira Branca na série As Crônicas de Narnia e Anjo Gabriel em Constantine, 2005.

## Início da vida
Swinton nasceu em Londres, na Inglaterra. Seu pai, Major-General John Swinton, foi lorde-tenente de Berwickshire entre 1989 a 2000, é escocês, e sua mãe, Judith Balfour, era australiana. Seu bisavô paterno George Swinton era um político escocês e oficial de armas. A família Swinton é uma antiga família anglo-escocesa de linhagem da alta Idade Média, e seu tataravô materno era o botânico escocês John Hutton Balfour.
Swinton, por ser a única irmã designada mulher de quatro filhos, conta que sempre se considerou um menino, principalmente em meio aos irmãos. Em uma entrevista, Tilda recorda que na infância tentou matar o seu irmão mais novo enquanto ele dormia.
Swinton frequentou três escolas independentes, a Queen's Gate School, em Londres, a West Heath Girls' School (na mesma classe de Diana, Princesa de Gales), e também em Fettes College, por um breve período. Em 1983, formou-se em New Hall, agora conhecido como Murray Edwards College, em Cambridge University com uma licenciatura em Ciências Sociais e Políticas. Enquanto na Universidade de Cambridge, entrou para o Partido Comunista da Grã-Bretanha.

## Carreira

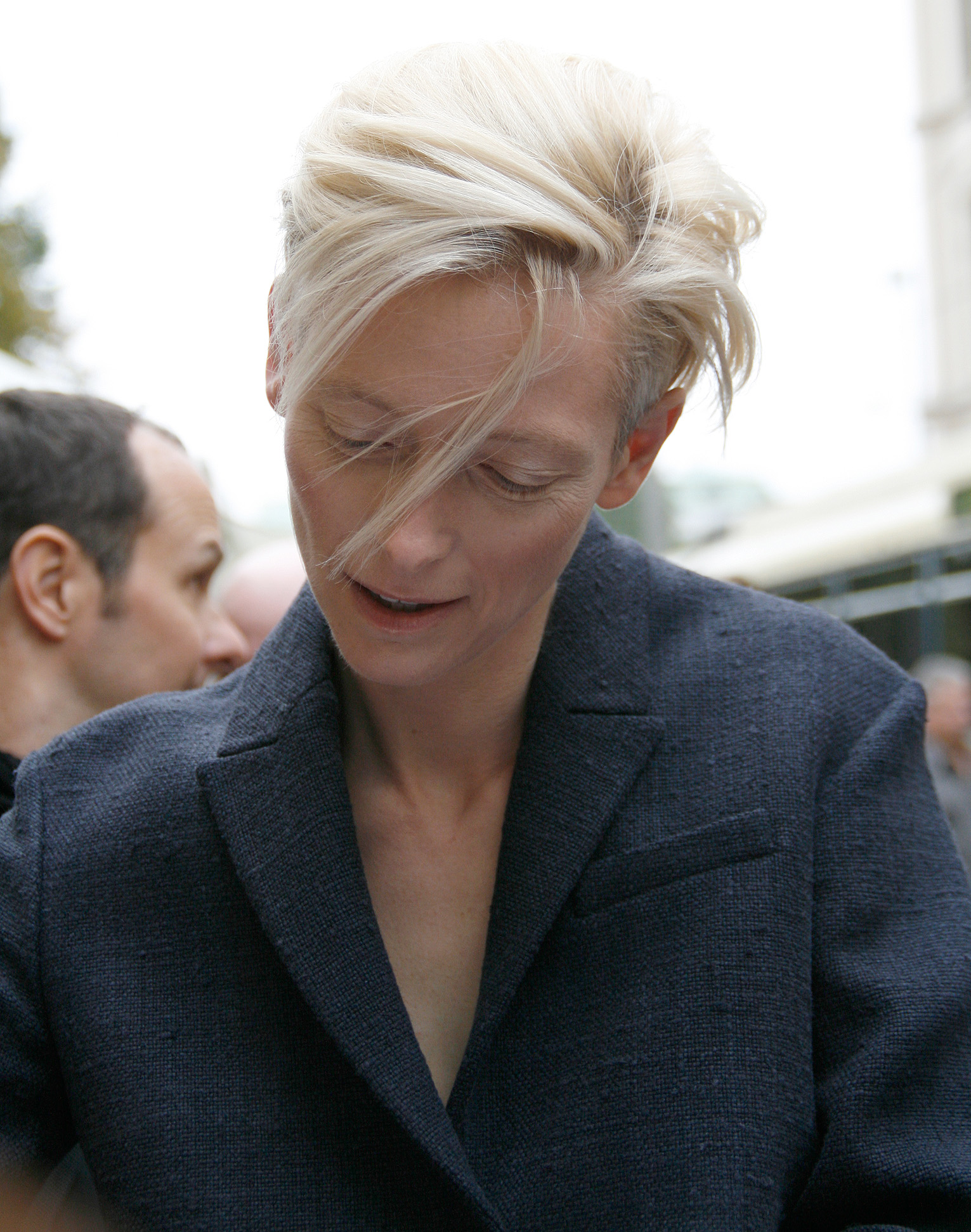
Tilda Swinton em 2009

O trabalho de Swinton no cinema começou com vários papéis em filmes do diretor Derek Jarman, ela atuou no filme War Requiem em 1989, junto com Laurence Olivier. Swinton também interpretou o papel título em Orlando, de Sally Potter em uma versão cinematográfica do romance de Virginia Woolf. A parte permitida Swinton para explorar questões de gênero na tela de apresentação que refletiam seu interesse ao longo da vida em grande estilo andrógino. Swinton mais tarde refletiu sobre o papel em uma entrevista acompanhado onde ela disse: 
| “ | As pessoas falam sobre androginia em todos os tipos de formas maçantes. | ” |

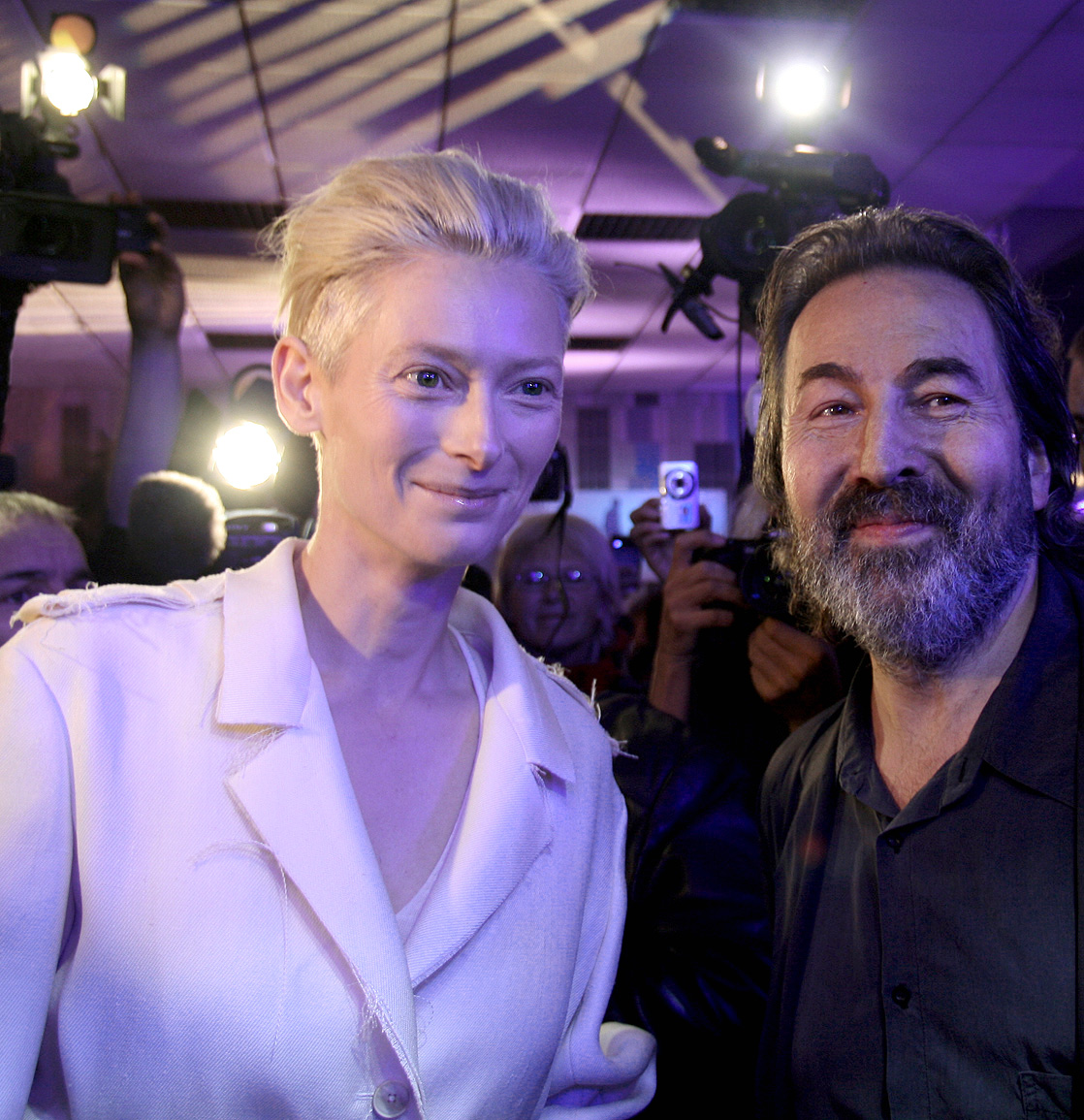
Em 2009 com Hans Hurch

Em 1995, Swinton desenvolveu uma performance em uma obra de arte ao vivo na Serpentine Gallery, em Londres, onde ela estava em exposição ao público durante uma semana, dormindo ou aparentemente assim, em uma caixa de vidro, como um pedaço de arte performática. No ano seguinte, o desempenho, intitulado O Talvez, era repetido no Museo de Barracco em Roma. Ela também colaborou com os designers de moda Viktor & Rolf. Ela era o foco de sua Woman Show One de 2003, em que eles fizeram todos os modelos com a aparência de Swinton.

### Década de 2000

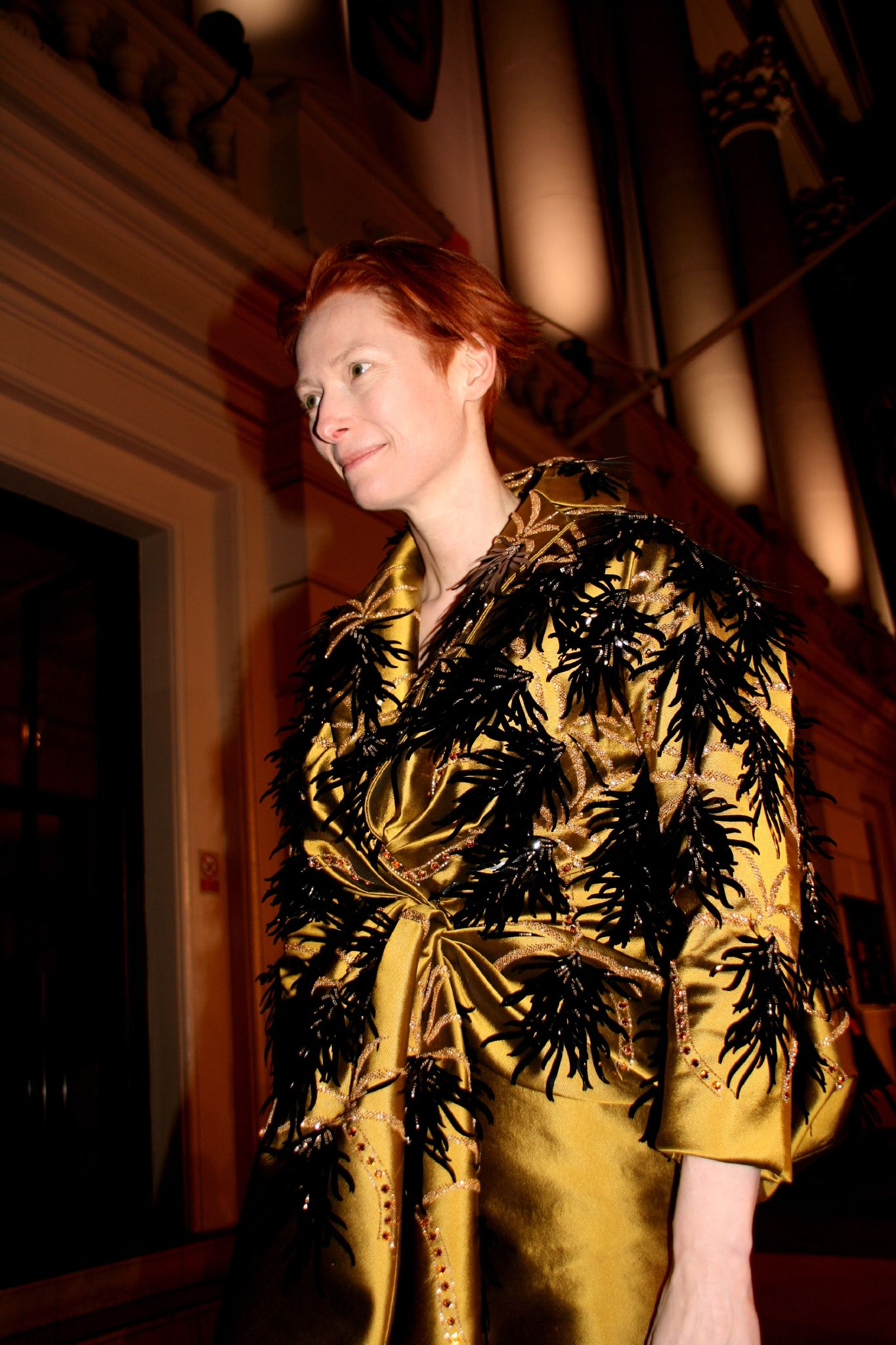
Swinton no BAFTA em 2008

Swinton atuou em vários filmes, incluindo o papel principal no filme americano Até o Fim em 2001, pelo qual ela foi nomeada para um Globo de Ouro de Melhor Atriz em filme dramático. Ela apareceu como um personagem coadjuvante em filmes como A Praia em 2000, com Leonardo DiCaprio e Vanilla Sky em 2001 com Tom Cruise. Também apareceu nos filmes britânicos como A Declaração e Adam Young em 2003 e participou do júri de 2004 no Festival de Cinema de Cannes.
Em 2005, interpretou a Feiticeira Branca Jadis, na versão cinematográfica de The Chronicles of Narnia: The Lion, the Witch and the Wardrobe. Mais tarde teve participações especiais em The Chronicles of Narnia: Prince Caspian e em As Crônicas de Nárnia: A Viagem do Peregrino da Alvorada.
Em 2007, o desempenho de Swinton como Karen Crowder no filme Michael Clayton lhe rendeu um BAFTA de Melhor atriz coadjuvante em cinema, e também o Oscar de Melhor Atriz Coadjuvante.
Ela teve um papel como um caráter irresponsável no filme Julia, que estreou em 2008 no Festival Internacional de Cinema de Berlim e mais tarde teve um lançamento limitado nos Estados Unidos em maio de 2009. Vários críticos elogiaram sua performance e alguns alegaram que deveria ter ganhado seu Oscar.
A seguir apareceu no filme dos Irmãos Coen, Burn After Reading. Ela também foi escalada para o papel de Elizabeth Abbott em O Curioso Caso de Benjamin Button, ambos os filmes de 2008 e em ambos trabalhou com Brad Pitt. Ela estrela na adaptação cinematográfica do romance novo We Need to Talk About Kevin, lançado em outubro de 2011, pelo qual foi indicada ao Globo de Ouro de Melhor Atriz em filme dramático.

### Outros projetos

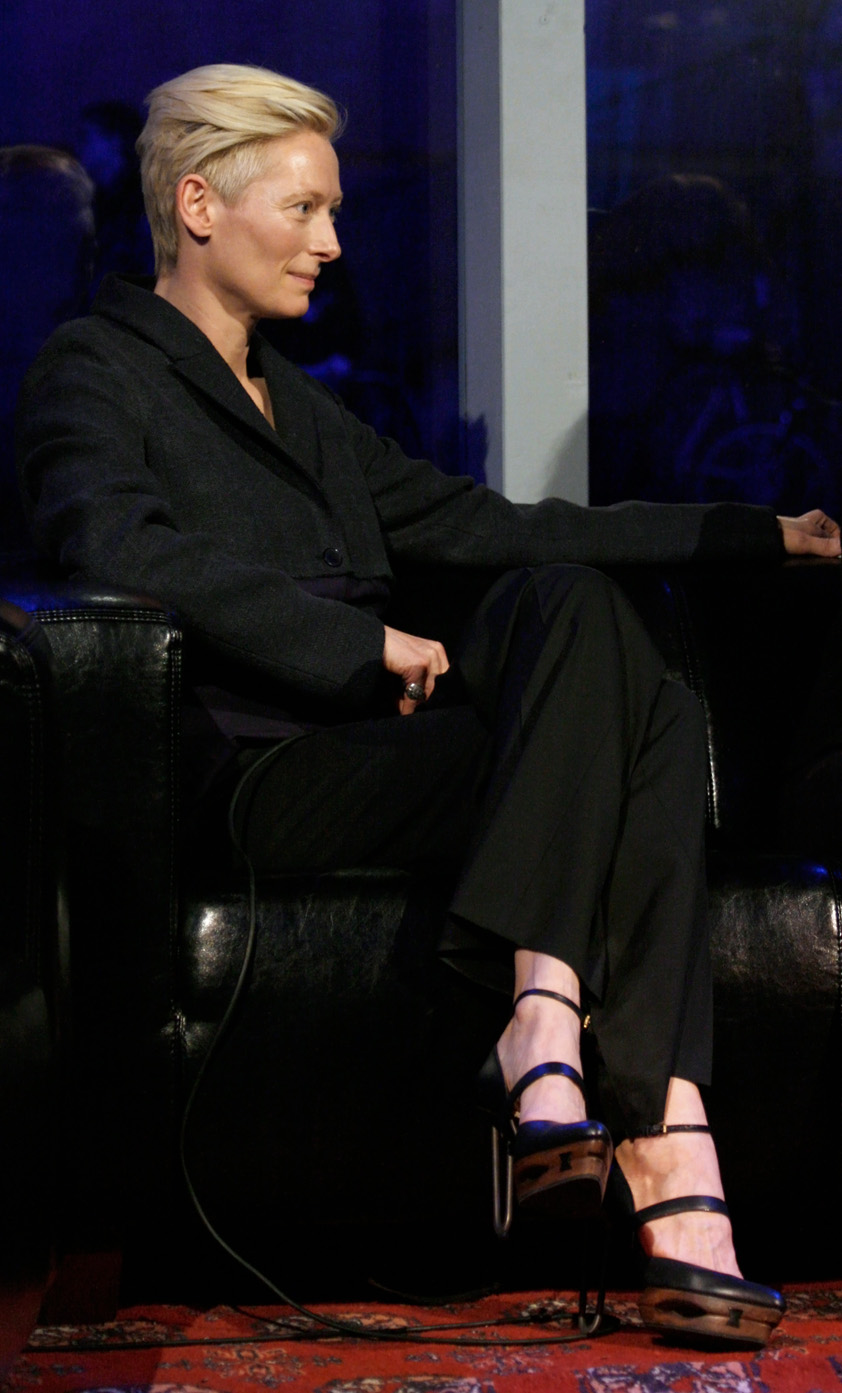
Tilda Swinton no Festival de Veneza em 2009

- Em 1988, foi membro do júri do Festival Internacional de Cinema de Berlim.
- Em julho de 2008, ela fundou o festival de cinema Cinema Ballerina Ballroom Of Dreams. O evento foi realizado em um salão de baile em Nairn nas Highlands escocesas em agosto do mesmo ano.
- Colaborou com o artista Patrick Wolf em seu álbum de 2009 The Bachelor, contribuindo com quatro peças de palavra falada.
- Apareceu em 2009 no Oscar co-apresentando o prêmio de Melhor Atriz Coadjuvante.
- Em 2009, e Mark Cousins Swinton embarcou em um projeto onde seria montado um cinema de 33,5 toneladas portátil em um grande caminhão, transportando-o manualmente através das Highlands escocesas, criando um festival de cinema móvel independente. O festival foi repetido novamente em 2011.

### Prêmios e indicações
Swinton venceu o Oscar de Melhor Atriz Coadjuvante e o BAFTA de Melhor atriz coadjuvante em cinema por seu papel aclamado pela crítica no filme Michael Clayton. Foi indicada ao Globo de Ouro de Melhor Atriz em filme dramático pelos filmes Até o Fim e We Need to Talk About Kevin. Pelo filme We Need to Talk About Kevin, foi indicada ao Globo de Ouro, ao Screen Actors Guild de Melhor Atriz no Cinema e também ao BAFTA de Melhor Atriz em cinema, porém não foi indicada ao Oscar de Melhor Atriz.

## Vida pessoal
Swinton vive em Nairn, em Highland na região da Escócia, com seu parceiro Sandro Kopp, um pintor alemão com quem vive desde 2005 após se conhecerem no set de As Crônicas de Nárnia, e com seus filhos gêmeos: um menino, Xavier Swinton Byrne e uma menina, Honor Swinton Byrne, nascidos em 6 de outubro de 1997, frutos do relacionamento com John Byrne, um dramaturgo escocês de quem se separou em 2005.

## Filmografia
| Ano  | Título                                                         | Papel                      | Notas |
| ---- | -------------------------------------------------------------- | -------------------------- | --- |
| 1986 | Insel ohne Hoffnung                                            | Sally                      | |
| 1986 | Zastrozzi: A Romance                                           | Julia                      | |
| 1986 | Caravaggio                                                     | Lena                       | |
| 1987 | Aria                                                           | Young Girl                 | |
| 1987 | Friendship's Death                                             | Friendship                 | |
| 1988 | The Last of England                                            |                            | |
| 1988 | Das Andere Ende der Welt                                       |                            | |
| 1988 | Degrees of Blindness                                           |                            | |
| 1988 | Ispirazione                                                    |                            | |
| 1989 | War Requiem                                                    | Enfermeira                 | |
| 1990 | The Garden                                                     | Madonna                    | |
| 1991 | Edward II                                                      | Isabella                   | Coppa Volpi de Melhor Atriz |
| 1991 | The Party: Nature Morte                                        | Queenie                    | |
| 1992 | Orlando                                                        | Orlando                    | |
| 1992 | Man to Man                                                     | Ella/Max Gericke           | |
| 1993 | Wittgenstein                                                   | Lady Ottoline Morrell      | |
| 1994 | Remembrance of Things Fast: True Stories Visual Lies           |                            | |
| 1996 | Female Perversions                                             | Eve Stephens               | |
| 1997 | Conceiving Ada                                                 | Ada Augusta Byron King     | |
| 1998 | Love Is the Devil: Study for a Portrait of Francis Bacon       | Muriel Belcher             | |
| 1998 | Protagonists                                                   |                            | |
| 1999 | War Zone                                                       | Mum                        | |
| 2000 | Possible Worlds                                                | Joyce                      | |
| 2000 | The Beach                                                      | Sal                        | |
| 2001 | Vanilla Sky                                                    | Rebecca Dearborn           | |
| 2001 | The Deep End                                                   | Margaret Hall              | Boston Society of Film Critics Award de Melhor Atriz Las Vegas Film Critics Society Award de Melhor Atriz Globo de Ouro de Melhor Atriz - Drama Chicago Film Critics Association Award de Melhor Atriz Coadjuvante Independent Spirit Award de Melhor Atriz Phoenix Film Critics Society Award de Melhor Atriz Satellite Award de Melhor Atriz - Drama |
| 2002 | Adaptation                                                     | Valerie Thomas             | SAG Awards de Melhor Elenco- Cinema |
| 2002 | Teknolust                                                      | Rosetta                    | |
| 2003 | The Statement                                                  | Annemarie Livi             | |
| 2003 | Young Adam                                                     | Ella Gault                 | |
| 2005 | Constantine                                                    | Angel Gabriel              | |
| 2005 | The Chronicles of Narnia: The Lion, the Witch and the Wardrobe | Jadis, a Feiticeira Branca | MTV Movie Award de Melhor Vilão |
| 2005 | Broken Flowers                                                 | Penny                      | |
| 2005 | Thumbsucker                                                    | Audrey Cobb                | |
| 2006 | Stephanie Daley                                                | Lydie Crane                | Satellite Award de Melhor Atriz - Drama |
| 2006 | Galápagos                                                      | Narradora                  | |
| 2007 | Sleepwalkers                                                   | Violinist                  | |
| 2007 | Strange Culture                                                | Hope Kurtz                 | |
| 2007 | Man from London                                                | Camélia                    | |
| 2007 | Michael Clayton                                                | Karen Crowder              | Oscar de melhor atriz coadjuvante BAFTA de melhor atriz coadjuvante Dallas Fort Worth Film Critics Association Award de melhor atriz coadjuvante Detroit Film Critics Society Award de melhor atriz coadjuvante Kansas City Film Critics Circle Award de melhor atriz coadjuvante Vancouver Film Critics Circle Award de melhor atriz coadjuvante Chicago Film Critics Association Award de melhor atriz Globo de Ouro de melhor atriz coadjuvante London Film Critics Circle Award de melhor atriz coadjuvante Prêmio Satellite de melhor atriz coadjuvante Screen Actors Guild Award de melhor atriz coadjuvante |
| 2008 | Julia (filme de 2008)                                          | Julia                      | César Award de Melhor Atriz London Film Critics Circle Award de melhor atriz |
| 2008 | The Chronicles of Narnia: Prince Caspian                       | Jadis, a Feiticeira Branca | |
| 2008 | Burn After Reading                                             | Katie Cox                  | BAFTA de melhor atriz coadjuvante |
| 2008 | The Curious Case of Benjamin Button                            | Elizabeth Abbott           | London Film Critics Circle Award de melhor atriz coadjuvante Prêmio Saturno de melhor atriz coadjuvante Screen Actors Guild Award de melhor elenco |
| 2009 | The Limits of Control                                          | Blonde                     | |
| 2009 | I Am Love                                                      | Emma Recchi                | Satellite Award de Melhor Atriz - Drama |
| 2010 | The Chronicles of Narnia: The Voyage of the Dawn Treader       | Jadis, a Feiticeira Branca | |
| 2011 | We Need to Talk about Kevin                                    | Eva Khatchadourian         | Austin Film Critics Association Award de Melhor Atriz European Film Award de Melhor Atriz Houston Film Critics Award de Melhor Atriz National Board of Review de Melhor Atriz Chicago Film Critics Association Award de Melhor Atriz Principal San Francisco Film Critics Circle Award de Melhor Atriz Dallas-Fort Worth Film Critics Association Award de Melhor Atriz Critics' Choice Award de Melhor Atriz Principal Indiana Film Critics Association Award de Melhor Atriz San Diego Film Critics Society Award de Melhor Atriz Washington D.C. Area Film Critics Association Award de Melhor Atriz London Film Critics Circle Award de Melhor Atriz Principal London Film Critics Circle Award de Melhor Atriz Britanica Globo de Ouro de melhor atriz - drama Prémio Screen Actors Guild para melhor atriz BAFTA de melhor atriz |
| 2011 | Die Blutgräfin                                                 | Elizabeth Báthory          | |
| 2012 | Moonrise Kingdom                                               | Serviço Social             | |
| 2013 | The Stars (Are Out Tonight)                                    |                            | Videoclipe com o cantor David Bowie |
| 2013 | The Next Day                                                   |                            | |
| 2013 | Only Lovers Left Alive                                         | Eve                        | Independent Spirit Award de Melhor Atriz |
| 2013 | When Björk Met Attenborough                                    | Narradora                  | Documentário |
| 2013 | Snowpiercer                                                    | Mason                      | Georgia Film Critics Association Award de Melhor Atriz Coadjuvante Las Vegas Film Critics Society Awards de Melhor Atriz Coadjuvante Critics' Choice Movie Award de Melhor Atriz Coadjuvante Online Film Critics Society de Melhor Atriz Coadjuvante Satellite Award de Melhor Atriz Coadjuvante |
| 2013 | The Zero Theorem                                               | Dra. Shrink-Rom            | |
| 2014 | The Grand Budapest Hotel                                       | Madame D.                  | |
| 2015 | A Bigger Splash                                                | Marianne Lane              | |
| 2016 | Doctor Strange                                                 | Anciã                      | |
| 2017 | Okja                                                           | Lucy Mirando/Nancy Mirando | |
| 2018 | Isle of Dogs                                                   | Oráculo                    | Voz |
| 2019 | Avengers: Endgame                                              | Anciã                      | |
| 2019 | The Dead Don't Die                                             | Zelda Winston              | |
| 2024 | The Room Next Door                                             | Martha                     | |